# الكويت الرياضية
الكويت سبورت هي القناة الرياضية التابعة لتلفزيون الكويت، والذي يعتبر القناة الرسمية التابعة لدولة الكويت ممثلة بوزارة الإعلام.
وهي عبارة عن قناتين الكويت سبورت والكويت بلس سبورت
تبث القناة العديد من البرامج الرياضية، منها مباريات الدوري الكويتي، وغيرها من المنافسات الرياضية.

## الحقوقيين
- الدوري الكويتي
- الدوري الكويتي لكرة الصالات
- سباق الهجن
- الدوري الكويتي لكرة اليد
- نهائي كأس السلطان قابوس
- كأس الاتحاد لكرة الطائرة الكويتي
- دوري الدرجة الأولى الكويتي
- كأس الاتحاد الأوربي لكرة اليد
- نهائي الدوري العماني لكرة اليد
- مباريات منتخب الكويت لكرة القدم الودية
- دوري الكويتي لكرة السلة
- كأس الأمير (الكويت)
- كأس ولي العهد (الكويت)
- كأس الاتحاد الكويتي
- كأس السوبر الكويتي
- دورة الروضان
- كأس الخليج العربي